# Kanton Duinkerke-West
Duinkerke-West (Frans: Dunkerque-Ouest) is een voormalig kanton van het Franse Noorderdepartement. Het kanton maakte deel uit van het arrondissement Duinkerke. In 2015 is dit kanton opgegaan in het vergrote kanton Nieuw-Koudekerke en het nieuw gevormde kanton Duinkerke-1.

## Gemeenten
Het kanton Duinkerke-West omvatte de volgende gemeenten:
- Duinkerke (deels, met inbegrip van Saint-Pol-sur-Mer) (hoofdplaats)
- Kapelle